# Assisi
Assisi (římské Assisium) je historické město v regionu Umbrie ve střední Itálii, proslavené jako rodiště sv. Františka z Assisi a v té souvislosti jako poutní místo a turistické středisko.

## Poloha
Město s asi 27 tisíci obyvateli leží přibližně 20 km východně od Perugie na poměrně strmém jihozápadním svahu Monte Subasio, pod skálou, na jejímž vrcholku jsou zbytky středověkého hradu (Rocca maggiore). Z římského založení na terasách svahu se zachovaly městské hradby, někdejší fórum (dnes Piazza delle Commune), amfiteátr a chrám bohyně Minervy, přestavěný na dnešní Santa Maria sopra Minerva.
Roku 545 město zpustošili Gótové, vedení germánským králem Totilou. Později město patřilo k Lombardii a stalo se částí středověké Římské říše. Největšího rozkvětu ve středověku došlo ve 12. a 13. století, kdy bylo svobodným městským státem. Roku 1197 zde byl pokřtěn tehdy tříletý pozdější císař Fridrich II. Štaufský.

## Pamětihodnosti
- Městu vévodí mohutná gotická bazilika svatého Františka z Assisi s klášterem, založená 1228 ve třech patrech nad sebou, kde jsou pohřbeni sv. František i sv. Klára. Celý vnitřek je vyzdoben freskami od Giotta, které roku 1997 poškodilo zemětřesení. Od roku 2000 je kostel a další památky ve městě na seznamu světového kulturního dědictví UNESCO.
- Dole pod městem stojí barokní poutní kostel Santa Maria degli Angeli, založený roku 1569, po zemětřesení 1832 obnovený a rozšířený v letech 1836–1840. Uvnitř kostela je stará kaple Porciunkule, kde svatý František roku 1208 založil františkánské hnutí a kde také 1226 zemřel. V tomto kostele se roku 1986 a 2002 konala Mezináboženské setkání věřících představitelů z celého světa.
- Na horním konci města je románská katedrála sv. Rufina, vybudovaná v letech 1140–1253, s mohutnou věží a původní kamennou fasádou, vnitřek byl přestavěn po roce 1571.
- Na náměstí Piazza delle Commune, bývalém římském fóru, stojí kostel Santa Maria sopra Minerva. Z původního chrámu Minervy se zachovalo průčelí se šesti sloupy.
- Na náměstí u biskupského paláce stojí kostel Santa Maria Maggiore, postavený na základech římského chrámu a barokně přestavěný.
- Kostel svatého Petra s románskou kamennou fasádou.
- Mnoho středověkých paláců a měšťanských domů, často později přestavovaných.

## Osobnosti města
- František z Assisi (1181–1226), mnich, zakladatel žebravého řádu františkánů, mystik a světec. Strávil zde velkou část života, pod městem založil Řád menších bratří (františkánský).
- Roku 1212 sem na zapřenou odešla italská šlechtična, Chiara di Bernardino (*1194), později známá jako svatá Klára a založila zde Řád svaté Kláry (klarisky), pro nějž sama napsala řeholi, která byla schválena až v roce 1253, pouhý den před její smrtí. Jejího příkladu následovalo mnoho urozených žen, mimo jiné i Anežka Česká, která si s ní také dopisovala. Hlavní myšlenkou obou bylo „privilegium chudoby“ a následování Krista v denním životě.
- Sextus Propertius (47 př. n. l. – 15 př. n. l.), římský básník[3]
- Anežka z Assisi (1197–1253), klariska, sestra svaté Kláry z Assisi
- Pietro Metastasio (1698–1782), spisovatel a básník
- Gabriel Possenti (1838–1862), student bohosloví a světec

## Partnerská města
- Betlém, Západní břeh Jordánu
- Ripacandida, Itálie
- San Francisco, USA
- Santiago de Compostela, Španělsko